# NCG – NuCom Group
Die NCG – NuCom Group SE ist eine deutsche Dachgesellschaft mit Sitz in Unterföhring bei München, in der die Beteiligungen des Medienunternehmens ProSiebenSat.1 Media an nationale und internationale Online-Handelsunternehmen gebündelt werden.
Anteilseigner der NCG – NuCom Group SE war bis 2025 neben der ProSiebenSat.1 Media SE mit 71,59 Prozent der Finanzinvestor General Atlantic mit 28,41 Prozent. Zugleich mit dem Verkauf der Preisvergleichs-Tochter Verivox an die italienische Moltiply Group im März 2025 übernahm ProSiebenSat.1 Media den Minderheits-Anteil von General Atlantic an NuCom (ohne flaconi) vollständig.

## Geschichte

### Entstehung (2017)
Auf den Capital Markets Days 2017 der ProSiebenSat.1 Media SE am 6. Dezember 2017 wurde bekannt, dass das Medienunternehmen ihre bisherigen Geschäftssegmente „Broadcasting German-speaking“, „Digital Entertainment“, „Digital Ventures & Commerce“ und „Content Production & Global Sales“ ab Januar 2018 auf die drei Geschäftsbereiche „Entertainment“, „Content Production & Global Sales“ und „Commerce“ umstrukturiert. Infolgedessen wurde die Bündelung des Commerce-Geschäfts der ProSiebenSat.1-Media-Gruppe unter der neuen eigenständigen Holding NCG – NuCom Group bekannt. Bereits am 14. November 2017 wurde die Holding unter dem Namen Blitz 17-674 SE gegründet und in das Handelsregister eingetragen. Am 19. Dezember 2017 erfolgte die Umbenennung zur NCG – NuCom Group SE. Mithilfe von Investoren, die Minderheitsbeteiligungen an der Holding erhalten sollen, soll der Ausbau des Portfolios sowie die weitere Beschleunigung des Wachstums im Commerce-Bereich erfolgen.

### Beteiligung durch General Atlantic (2018)
So wurde im Februar 2018 die Beteiligung des Finanzinvestors General Atlantic für etwa 300 Millionen Euro mit 25,1 Prozent der Anteile bekannt und im April 2018 vollzogen. Dadurch soll die Holding zum einen bestehende Beteiligungen ins Ausland expandieren und zum anderen bei weiteren Unternehmen einsteigen. In einer ersten gemeinsamen Transaktion übernahm die NuCom Group von dem Finanzinvestor Oakley Capital und weiteren Investoren gehaltene Anteile an Verivox und der Parship Elite Group. Die Anteilsbesitz stiegen auf knapp 100 Prozent bzw. rund 94 Prozent auf. Darüber hinaus erwarb die NuCom Group die restlichen Minderheitsanteile an der SilverTours GmbH und besitzt damit 100 Prozent an dem Unternehmen. Im selben Jahr verkaufte die NuCom Group jedoch im August alle sämtliche Anteile des Online-Reiseveranstalters Tropo an die dnata, ein Unternehmen der Emirates Group, und beendete somit ihr Touristikgeschäft. Im Oktober 2018 wurde der vollständige Erwerb der Anteile an der eHarmony Group, einer Online-Partnervermittlung vor allem im nordamerikanischen Raum, bekannt. Sie wurde der Parship Elite Group untergeordnet.
Im Januar 2019 stockte die NuCom Group ihre Anteile an dem Online-Vermittler für Produkte und Dienstleistungen Aroundhome von 42 auf 94 Prozent. Die 42 Prozent der Anteile gehörten zuvor direkt dem NCG-Miteigentümer General Atlantic. Im Gegenzug stockte dieser seinen Anteil an der NuCom Group von 25,1 auf 28,41 Prozent auf.
Während im März 2020 das Kaufinteresse NuCom Groups an das US-amerikanische Datingunternehmen The Meet Group bekannt wurde, wurde im September 2020 die komplette Übernahme bekannt. Infolgedessen werden seitdem die Parship Group und The Meet Group unter der neuen Holding ParshipMeet Group gebündelt sowie aus der NuCom Group herausgelöst.

### Veräußerung der Unternehmensbeteiligungen (seit 2020)
Ende März 2020 wurde durch den neuen Vorstandssprecher von ProSiebenSat.1 Rainer Beaujean angekündigt, dass sich das Unternehmen stärker auf das Kernsegment Entertainment und auf ein nachhaltig profitables Geschäft konzentrieren werde. Firmenbeteiligungen an Online-Handelsunternehmen, die in der NuCom Group gebündelt sind, sollen in den nächsten Monaten und Jahren überprüft sowie gegebenenfalls verkauft werden.
Im Oktober 2020 wurde der Verkauf des seit 2016 zu ProSiebenSat.1 Media bzw. seit 2018 zu NuCom Group gehörende WindStar Medical an den britischen Finanzinvestor Oakley Capital bekannt. Durch den Verkauf soll die Internationalisierung des Gesundheitsunternehmens vorangetrieben werden. Der Abschluss der Transaktion und die anschließende Entkonsolidierung im Dezember 2020 ausgeführt.
Seit Februar 2021 wird der Verkauf des Online-Versandhändlers für Kosmetikprodukte Flaconi überprüft. Interessenten sind unter anderem die beiden deutschen Unternehmen Zalando und Douglas sowie das französische Luxuskonglomerat LVMH, zu der unter anderem Louis Vuitton und Sephora gehören.
Im Oktober 2021 wurde der Verkauf des Online-Versandhändlers für Erotikspielzeuge Amorelie an die niederländische EQOM Group bekannt. An der Sonoma Internet GmbH als Inhaberin der beim Deutschen Patent- und Markenamt eingetragenen Marke Amorelie hielte die NuCom Group seit 2018 rund 98 Prozent des Kapitals. Bereits seit 2014 war ProSiebenSat.1 Media an der Gesellschaft beteiligt. Die EQOM Group, zu der unter anderem Beate Uhse gehört, erwarb ebenfalls die 2 restlichen Prozente von Firmengründerin Lea-Sophie Cramer. Über den Kaufpreis haben die Beteiligten Stillschweigen vereinbart. Der Abschluss der Transaktion und die anschließende Entkonsolidierung wurde im Dezember 2021 ausgeführt. Wie beim Verkauf von WindStar Medical ein Jahr zuvor wurde der Verkauf dadurch begründet, dass die Internationalisierung der Marke Amorelie vorangetrieben werden soll.
Ende Dezember 2021 wurde bekannt, dass die österreichische Möbel- und Einrichtungshauskette XXXLutz die moebel.de Einrichten & Wohnen AG, die die gleichnamige Online-Suchmaschine für Möbel und Wohn-Accessoires betreibt, von der NuCom Group übernommen hat. Bereits seit 2013 war die ProSiebenSat.1 Media am Unternehmen beteiligt. Durch den Verkauf soll die Internationalisierung vorangetrieben werden.
Während Anfang 2023 SilverTours, der Betreiber unter anderem von billiger-mietwagen.de, in FLOYT Mobility umbenannt wurde, wurde im Sommer 2023 die Buchungssoftware für Touren und Freizeitaktivitäten Regiondo an einen nordamerikanischen Investor verkauft.
Darüber hinaus wurde die Jochen Schweizer mydays Holding, die die beiden Anbieter für Freizeit-Erlebnisgeschenke Jochen Schweizer und mydays gehören, im Jahr 2023 von der NCG – NuCom Group herausgelöst und vollständig an die ProSiebenSat.1 Media SE übertragen. An dieser Holding ist General Atlantic nicht länger beteiligt.
Im März 2024 wurde bekannt, dass die kanadische Inspiration Commerce Group, dessen Eigentümer Shop Bonsai Inc. ist, die Online-Suchmaschine für Bekleidung, Schuhe und Accessoires Stylight von der NuCom Group erworben hat. ProSiebenSat.1 Media beteiligte sich seit 2012 an der Suchmaschine, 2016 wurde sie komplett übernommen.

## Überblick der Marken

Logo von Verivox

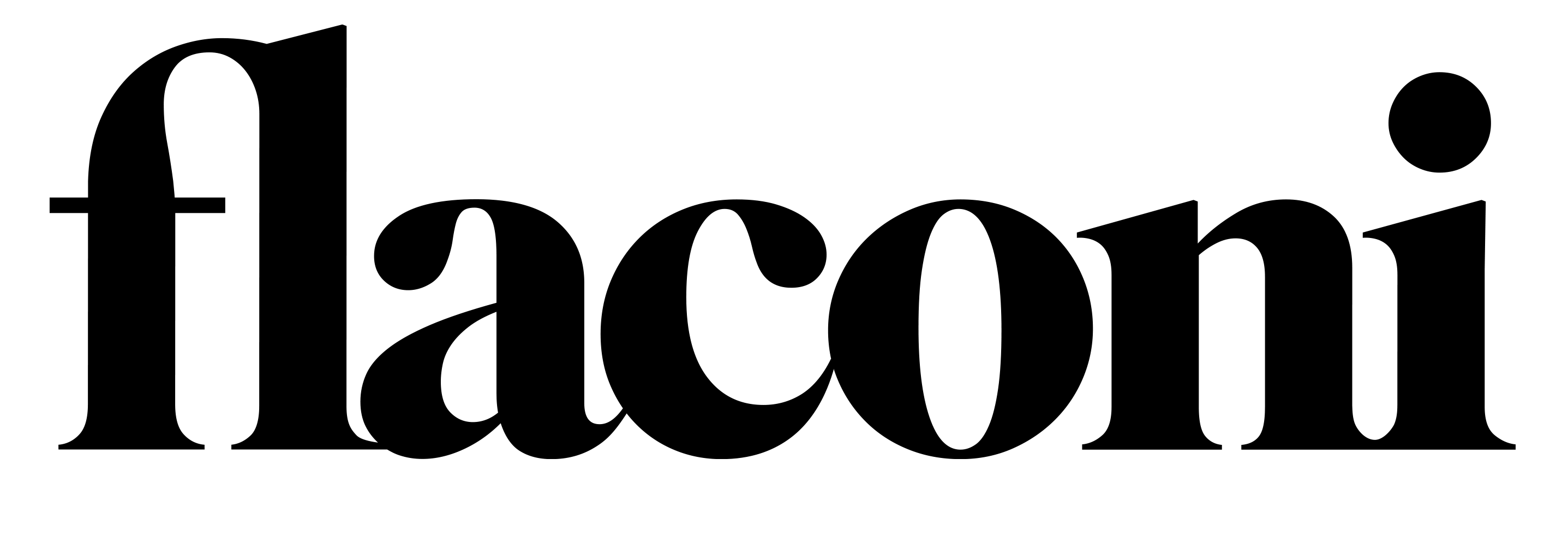
Logo von Flaconi

Der NuCom Group gehören direkt oder indirekt über ihre Tochtergesellschaften aktuell folgende Tochterunternehmen bzw. Marken mehrheitlich:

### Vergleichsportale
- Verivox (Betreiber von Vergleichsportalen und Vermittler von Verträgen)
  - aboalarm.de
  - preis24.de
- FLOYT Mobility (Betreiber von Vergleichsportalen mit dem Schwerpunkt Mietwagen)
  - billiger-mietwagen.de
  - camperdays.de
  - carigami.fr
- be Around
  - Aroundhome (Vermittler für Produkte und Dienstleistungen mit Schwerpunkt Haus)

### Beauty & Lifestyle
- Flaconi (Online-Versandhändler für Kosmetikprodukte)

## Kennzahlen
Da die Commerce-Geschäfte erst seit Januar 2018 offiziell unter der Dachmarke NCG – NuCom Group geführt wird, werden im Folgenden Kennzahlen ab 2018 aufgelistet.
| Jahr                  | 2018  | 2019  | 2020  | 2021  | 2022  | 2023  |
| --------------------- | ----- | ----- | ----- | ----- | ----- | ----- |
| Umsatz (in Mio. Euro) | 831   | 965   | 807   | 701   | 611   | 666   |
|                       |       |       |       |       |       |       |
| Mitarbeiter           | 1.524 | 2.129 | 1.779 | 2.214 | 2.038 | 1.097 |